# Verbandsgemeinde Rhein-Mosel
La comunità amministrativa Rhein-Mosel (Verbandsgemeinde Rhein-Mosel) si trova nel circondario di Mayen-Coblenza nella Renania-Palatinato, in Germania.
La comunità amministrativa è stata costituita il 1º luglio del 2014 dall'unione delle comunità amministrative di Rhens e Untermosel e comprende 18 comuni.

## Comuni
Fanno parte della comunità amministrativa i seguenti comuni:
| Comune, città                | Sup. (km²) | Abitanti |
| ---------------------------- | ---------- | -------- |
| Alken                        | 8,05       | 634      |
| Brey                         | 6,42       | 1 415    |
| Brodenbach                   | 9,65       | 671      |
| Burgen                       | 11,28      | 743      |
| Dieblich                     | 17,68      | 2 607    |
| Hatzenport                   | 3,77       | 603      |
| Kobern-Gondorf               | 28,36      | 3 117    |
| Lehmen                       | 10,24      | 1 332    |
| Löf                          | 5,34       | 1 453    |
| Macken                       | 8,61       | 365      |
| Niederfell                   | 11,67      | 987      |
| Nörtershausen                | 5,66       | 1 141    |
| Oberfell                     | 5,51       | 1 124    |
| Rhens, città                 | 16,30      | 2 992    |
| Spay                         | 2,70       | 1 923    |
| Waldesch                     | 3,34       | 2 242    |
| Winningen                    | 6,66       | 2 423    |
| Wolken                       | 2,86       | 1 058    |
| Verbandsgemeinde Rhein-Mosel | 164,10     | 26 830   |

(Abitanti al 31 dicembre 2021)